# Samorząd w Tarnobrzegu

## BudżetTarnobrzega
| Rok  | Dochody        | Wydatki        |
| ---- | -------------- | -------------- |
| 2016 | 201.523.584 zł | 201.523.584 zł |
| 2015 | 206.428.255 zł | 211.385.199 zł |
| 2014 | 237.131.324 zł | 237.853.764 zł |
| 2013 | 231.735.453 zł | 230.887.351 zł |
| 2012 | 199.220.093 zł | 212.516.508 zł |
| 2011 | 230.350.094 zł | 259.370.710 zł |
| 2010 | 246.603.420 zł | 255.903.164 zł |
| 2009 | 143.360.501 zł | 152.436.536 zł |
| 2008 | 143.360.501 zł | 144.500.523 zł |
| 2007 | 135.430.483 zł | 142.061.017 zł |
| 2006 | 112.590.703 zł | 123.090.703 zł |
| 2005 | 102.826.306 zł | 108.135.918 zł |
| 2004 | ?              | ?              |
| 2003 | 90.692.668 zł  | 90.115.168 zł  |

## Władze miasta
| - Rada Miasta 2014–2018: 1. Dariusz Bożek 2. Jan Dziubiński 3. Bożena Kapuściak 4. Barbara Kłeczek 5. Marian Kołodziej 6. Dariusz Kołek 7. Grzegorz Kozik 8. Norbert Mastalerz 9. Halina Mudrecka 10. Mariusz Myszkowski 11. Łukasz Nowak 12. Leszek Ogorzałek 13. Sławomir Partyka 14. Robert Popek 15. Robert Rębisz 16. Wiktor Stasiak 17. Waldemar Stępak 18. Stanisław Uziel 19. Waldemar Szwedo 20. Marian Zioło 21. Witold Zych | Prezydent: - Dariusz Bożek – od 19 listopada 2018 Wiceprezydenci: - Mirosław Pluta – od 3 grudnia 2018 Skarbnik Miasta: - Urszula Rzeszut – od 2015 Sekretarz Miasta: - Jolanta Majchrzak – od 2018 |

## Poprzednie władze
- Stanisław Żwiruk – Prezydent Miasta 1990–1998
- Jan Dziubiński – Prezydent Miasta 1998–2010
- Norbert Mastalerz – Prezydent Miasta 2010–2014
- Grzegorz Kiełb – Prezydent Miasta 2014–2018
- Kamil Kalinka – pełniący obowiązki Prezydenta Miasta 2018
- Anna Pekar – pełniąca obowiązki Prezydenta Miasta 2018
- Dariusz Bożek - Prezydent Miasta 2018 -